# 福井県立鯖江高等学校
福井県立鯖江高等学校（ふくいけんりつ さばえこうとうがっこう、英: Fukui Prefectural Sabae High School）は、福井県鯖江市舟津町にある公立の高等学校。通称は「鯖高（さばこう）」。

## 設置学科
全日制
- 普通科
  - スタンダードコース
  - スポーツ・健康福祉コース
    - スポーツ専攻
    - 健康福祉専攻

  - IT・デザインコース
    - IT専攻
    - デザイン専攻

  - 探究科

定時制（昼間部）
- 普通科

## 沿革
- 1914年（大正03年） - 今立郡今立農学校の設立認可
- 1915年（大正04年） - 今立郡舟津村上鯖江に開校
- 1923年（大正12年） - 福井県今立農学校に改称（福井県に移管）
- 1926年（大正15年） - 福井県立鯖江高等女学校を今立郡舟津村に設立認可
- 1928年（昭和03年） - 福井県鯖江女子師範学校を併設
- 1948年（昭和23年） - 福井県立鯖江高等学校（普通科・家庭科・農業科）を設置（鯖江高等女学校と今立農学校を統合、男女共学）
- 1949年（昭和24年） - 福井県鯖江高等学校に改称、定時制を開設
- 1950年（昭和25年） - 商業科を創設
- 1957年（昭和32年） - 福井県立鯖江高等学校に改称、家庭科を廃止
- 1965年（昭和40年） - 農業科を廃止
- 1967年（昭和42年） - 商業科を廃止
- 1976年（昭和51年） - 衛生看護科を創設
- 2004年（平成16年） - 衛生看護科閉科
- 2010年（平成22年） - 定時制が単位制に移行する
- 2017年（平成29年） - 定時制夜間部を学年進行で昼間部へ移行開始[注釈 1]
- 2019年（平成31年） - 定時制夜間部を廃止。昼間部のみとなる
- 2020年（令和02年） - 全日制普通科にスタンダードコース、スポーツ・健康福祉コース、IT・デザインコース、探求科を創設。一部コースは福井県立丹南高等学校にて授業実施。
- 2022年（令和04年） - 丹南高等学校閉校。同校敷地及び建物を本校の管理下に置き丹南キャンパスとし、丹南高等学校の卒業証明書等交付事務は本校にて取り扱う。

## 著名な卒業生
- 牧野百男（元鯖江市長）
- 波多野翼（衆議院議員）
- 杉永政信（プロ野球選手、プロ野球審判）
- 後藤光貴（プロ野球選手）
- みっちー（タレント）
- 山森忠直（囲碁棋士）
- 牧田明久（プロ野球選手）
- 酒井優衣（陸上競技選手）
- 梅田尚通（プロ野球選手）
- 窪田忍（陸上競技選手）
- 辻﨑由希乃（女子ラグビー選手）
- 宮田笙子（体操選手）

## アクセス
- 福井鉄道福武線 サンドーム西駅
- ハピラインふくい線 鯖江駅